# 문경 김룡사 영산회괘불도
문경 김룡사 영산회괘불도(聞慶 金龍寺 靈山會掛佛圖)는 대한민국 경상북도 문경시 산북면, 김룡사에 있는 조선시대의 탱화이다.
2010년 2월 24일 대한민국의 보물 제1640호로 지정되었다.

## 개요
괘불은 옥외에서 법회를 행할 때에 밖에 내다 걸 수 있게 만든 걸개그림으로, 임진왜란 이후 많은 사찰이 복원되면서 괘불 제작이 활발해지기 시작하였다.
김용사 대웅전에 보존되어 있는 이 괘불은 중앙의 본존불을 화폭의 1/3을 차지할 정도로 크게 표현하였고, 그 아래쪽에 2구의 보살과 사천왕을 배치하였다. 사천왕 뒤쪽으로는 다시 6구의 보살을 일렬로 배치하고 본존불의 머리 좌우로 5구씩의 십대제자를 그려 넣었으며, 보살상의 외곽에 인왕과 팔부중 등을 배치하였다. 외곽의 괘선 밖에는 범(梵:불교문자)자를 원 속에 써서 배열하고 있다.
화폭의 아래에는 그림의 제작동기와 그 시기를 적은 29줄의 기록이 남아 있다. 이에 의하면 이 괘불은 숙종 29년(1703)에 상주 북면에 위치한 운달산 운봉사의 괘불로 처음 만들어졌다 한다. 이곳 김용사로 옮긴 과정은 알 수 없으며 다만 운달산과 김용사가 상주의 관할 아래 있었다는 사실만이『성주읍지』에 나타나 있다.
거대하면서도, 비교적 섬세하고 다양한 선을 사용하여 돋보이고 있는 작품이다.

## 보물 승격사유
1703년에 수원(守源)을 비롯한 6명의 화원이 제작한 괘불도로, 오른손을 내리고 서있는 석가모니와 그를 둘러싼 많은 권속들을 질서정연하게 배치한 모습은 당시 상주, 문경 등 경상북도 지역에서 유행하던 괘불도의 형식을 잘 보여준다. 전체적으로 많은 인물들을 배치하면서도 불격(佛格)에 따라 크기에 차이를 두어 표현함으로써 권속 간의 위계를 효과적으로 표현하였으며, 본존과 멀어질수록 크기를 작게 하여 본존을 더욱 돋보이게끔 하였다. 불, 보살을 제외한 인물은 바림질기법을 사용하여 입체감을 강조하였으며, 특히 10대 제자와 사천왕, 팔금강은 세밀하고 능숙한 필치가 돋보인다. 이 괘불도는 17세기 경상도 지역의 괘불도 양식을 계승하는 한편, 이후 봉정사 괘불도(1710년), 상주 남장사 괘불도(1788년)로 이어지는 과도기적 양식을 보여주는 작품으로서, 영남지역의 영산회괘불도의 대표적인 작품 가운데 하나로 평가된다. 유려하면서도 세련된 필치와 정연한 구도, 적색과 녹색의 안정감이 있는 색감 등에서 국가지정문화재(보물)로 지정할 가치가 있다고 평가되었다.

## 현지 안내문
김용사 괘불은 대웅전 안에 보관되어 있다. 전체적으로 본존불이 화면의 1/3을 차지하고 있다. 그 아래쪽에는 2구의 협시보살과 사천왕을 배치하였다. 전체적으로 거대하며 비교적 섬세하고 다양한 선을 구사하였다.
괘불의 중앙부 하단에 29행의 제명기 혹은 화기가 있다. 이에 의하면 이 작품은 조선 숙종 29년(1703) 5월 14일에 상주에 있는 운달산의 괘불로 만들어진 것이다. 그 내용은 제작시 원문 그리고 시주질 승속 50여명의 명단 등이 적혀 있으나 그린 사람은 알 수 없다.

## 같이 보기
- 김룡사
- 문경 김룡사 대웅전 (경상북도 유형문화재 제453호)

## 참고 자료
- 문경 김룡사 영산회괘불도 - 국가유산청 국가유산포털